# Ковали (Лиозненский район)
Ковали́ (бел. Кавалі́) — агрогородок в Лиозненском районе Витебской области Белоруссии, в Велешковичском сельсовете. Население — 339 человек (2019).

## География

### Расположение
Находится в 27 км на север от городского посёлка (Лиозно) .
Также в 28 км от железнодорожной станции Лиозно. 
Находится в 67 км от областного центра, город Витебск.

## История
В 2008 году деревня Ковали преобразована в агрогородок.

## Инфраструктура
- Базовая школа
- Дом культуры
- Библиотека
- Отделение связи

## Население
- 1997 год — 130 дворов, 339 жителей[4].
- 2009 год — 304 жителя.
- 2019 год — 339 жителей[1].

## Культура
- Дом культуры
- Библиотека-музей
- Мемориальный музей А. Ф. Данукалова

## Достопримечательность
- Бюст Героя А. Ф. Данукалова